# Karschia zarudnyi
Karschia zarudnyi är en spindeldjursart som beskrevs av Thomas Walter 1889. Karschia zarudnyi ingår i släktet Karschia och familjen Karschiidae. Inga underarter finns listade i Catalogue of Life.